# コロニア・デル・サクラメント
コロニア・デル・サクラメント（Colonia del Sacramento）は、ウルグアイ南西部コロニア県の県庁所在地。ラプラタ川沿いにあり、対岸にはアルゼンチンの首都ブエノスアイレスがある。ウルグアイで現存する街では2番目に古い。2004年の統計では人口21,714人。植民地として支配していたポルトガル人の貿易港として栄えた。

## 歴史
コロニア・デル・サクラメントは1680年、ブラジルから南下したポルトガル人であるマヌエル・ロボがコロニア・ド・サクラメント（ポルトガル語：Colônia do Sacramento）として建設した。対岸の当時のペルー副王領のブエノスアイレスを拠点としていたスペイン軍との間で争いとなった。
この都市は1750年のマドリード条約や1777年のサン・イルデフォンソ条約など、条約が結ばれるたびにスペイン領になったりポルトガル領になったため、わずか12ヘクタールの街並に、スペインとポルトガルの建築スタイルが混在している。
1816年以降はウルグアイ川東岸地帯全域がブラジルの支配下に置かれたことから、この町もリオ・デ・ジャネイロ政府に統轄された時期もあった。

## 世界遺産
この歴史的な町並みは、ユネスコの世界遺産に登録されている。ウルグアイで初の世界遺産となった。

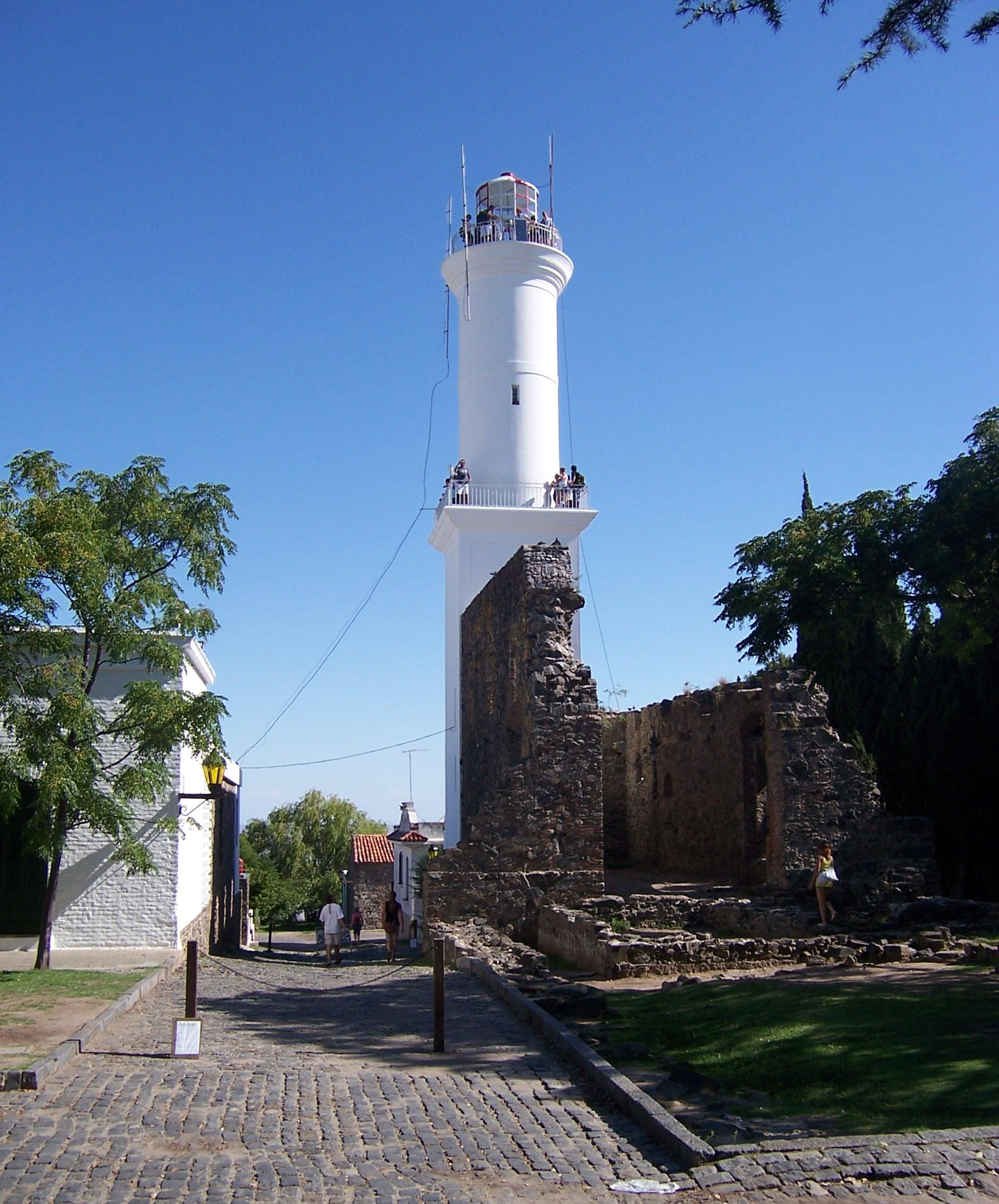
コロニア・デル・サクラメント

### 登録基準
この世界遺産は世界遺産登録基準のうち、以下の条件を満たし、登録された（以下の基準は世界遺産センター公表の登録基準からの翻訳、引用である）。
- (4) 人類の歴史上重要な時代を例証する建築様式、建築物群、技術の集積または景観の優れた例。